# Diario (periodico)
Diario (della settimana) fu una rivista italiana che uscì in edicola il 23 ottobre 1996 su un'idea di Enrico Deaglio, Luca Formenton e Amato Mattia come inserto settimanale allegato al quotidiano l'Unità.
Divenuta successivamente testata indipendente dal 1997, fu diretta da Enrico Deaglio fino all'8 settembre 2008 e, successivamente, da Massimo Rebotti, ex direttore di Radio Popolare.
Il 7 settembre 2007 uscì l'ultimo numero, il 567°, a cadenza settimanale; dal successivo la cadenza divenne quindicinale che durò fino al 6 marzo 2009 quando uscì il 595° numero della rivista; il 3 aprile successivo uscì solo in formato di mensile monografico fino a dicembre 2009, fine dell'edizione cartacea della pubblicazione.
In passato Diario aveva riscosso buoni successi con numeri speciali monografici (come "Memoria" o "Berlusconeide").
Tra il 2006 e il 2007 l'allora settimanale era stato al centro di grandi polemiche proprio a causa di una delle sue inchieste, incentrata su presunti brogli elettorali durante le elezioni politiche del 2006.

## Premi
- Il 5 dicembre 2002 Diario fu premiato a Parigi con il Prix de Le Guide de la Presse come miglior giornale al mondo, insieme al quotidiano serbo Danas.